# Grigori Yegórov
Grigori Aleksándrovich Yegórov (en ruso: Григорий Александрович Егоров; Shymkent, antigua URSS, 12 de enero de 1967) es un atleta kazajo de origen soviético especializado en la prueba de salto con pértiga. Tras la disolución de la Unión Soviética compitió por Kazajistán. En 1996 fijó su residencia en la provincia de Alicante (España) y obtuvo la nacionalidad española en 2012, país al que ha representado en varios campeonatos del mundo en categoría Master.
Entre 2017 y 2019 ejerció de seleccionador nacional de atletismo de Kazajistán. Y desde 2019, es entrenador de Pértiga en el Club Atletismo La Nucia; ubicado en el Estadi Olimpic Camilo Cano de La Nucia.

## Carrera deportiva
En los Juegos Olímpicos de 1988 en Seúl obtuvo la medalla de bronce. En 1989 fue campeón de Europa de pista cubierta en La Haya. En el Mundial de Stuttgart 1993 ganó la medalla de plata con un salto de 5.90 metros, tras el ucraniano Serguéi Bubka (oro con 6.00 metros que fue récord de los campeonatos) y por delante de los rusos Maksim Tarasov y Igor Trandenkov (bronce con 5.80 metros).

## Resultados destacados
| Representando a la Unión Soviética | Representando a la Unión Soviética   | Representando a la Unión Soviética | Representando a la Unión Soviética | Representando a la Unión Soviética |
| ---------------------------------- | ------------------------------------ | ---------------------------------- | ---------------------------------- | ---------------------------------- |
| 1985                               | Campeonato de Europa Junior          | Cottbus, Alemania                  | 2º                                 | 5.40 m                             |
| 1986                               | Campeonato del Mundo Junior          | Atenas, Grecia                     | 5º                                 | 5.20 m                             |
| 1988                               | Juegos Olímpicos                     | Seúl, Corea del Sur                | 3º                                 | 5.80 m                             |
| 1989                               | Campeonato de Europa de P.C.         | La Haya, Países Bajos              | 1º                                 | 5.75 m                             |
| 1989                               | Campeonato del Mundo de P.C.         | Budapest, Hungría                  | 2º                                 | 5.80 m                             |
| 1990                               | Campeonato de Europa de P.C.         | Glasgow, Reino Unido               | 2º                                 | 5.75 m                             |
| 1990                               | Juegos de la Amistad                 | Seattle, Estados Unidos            | 2º                                 | 5.87 m                             |
| 1990                               | Campeonato de Europa                 | Split, Yugoslavia                  | 2º                                 | 5.75 m                             |
| Representando a Kazajistán         |                                      |                                    |                                    |                                    |
| 1993                               | Campeonato del Mundo de P.C.         | Toronto, Canadá                    | 2º                                 | 5.80 m                             |
| 1993                               | Campeonato del Mundo                 | Stuttgart, Alemania                | 2º                                 | 5.90 (AR)                          |
| 1993                               | Campeonato de Asia                   | Manila, Filipinas                  | 1º                                 | 5.70 m                             |
| 1994                               | Juegos de Asia                       | Hiroshima, Japón                   | 2º                                 | 5.50 m                             |
| 1995                               | Campeonato del Mundo                 | Gotemburgo, Suecia                 | –                                  | S/M                                |
| 2002                               | Campeonato de Asia                   | Colombo, Sri Lanka                 | 3º                                 | 5.20 m                             |
| 2002                               | Juegos de Asia                       | Busan, Corea del Sur               | 1º                                 | 5.40 m                             |
| 2003                               | Campeonato de Asia                   | Manila, Filipinas                  | 1º                                 | 5.40 m                             |
| 2003                               | Juegos Afroasiáticos                 | Hyderabad, India                   | 1º                                 | 5.25 m                             |
| 2004                               | Juegos Olímpicos                     | Atenas, Grecia                     | –                                  | S/M                                |
| Representando a España             |                                      |                                    |                                    |                                    |
| 2014                               | Campeonato del Mundo Máster P.C. M45 | Budapest, Hungría                  | 3º                                 | 4.10 m                             |
| 2015                               | Campeonato del Mundo Máster M45      | Lyon, Francia                      | 1º                                 | 4.50 m                             |
| 2016                               | Campeonato del Mundo Máster M45      | Perth, Australia                   | 1º                                 | 4.30 m                             |